# Годеану (Годеану)
Годеану (рум. Godeanu) насеље је у Румунији у округу Мехединци у општини Годеану. Oпштина се налази на надморској висини од 648 m.

## Становништво
Према подацима из 2002. године у насељу је живело 779 становника, од којих су сви румунске националности.

### Хронологија
| Година       | 1992 | 1993 | 1994 | 1995 | 1996 | 1997 | 1998 | 1999 | 2000 | 2001 | 2002 | 2003 | 2004 | 2005 | 2006 | 2007 | 2008 | 2009 | 2010 | 2011 | 2012 | 2013 | 2014 | 2015 | 2016 | 2017 |
| ------------ | ---- | ---- | ---- | ---- | ---- | ---- | ---- | ---- | ---- | ---- | ---- | ---- | ---- | ---- | ---- | ---- | ---- | ---- | ---- | ---- | ---- | ---- | ---- | ---- | ---- | ---- |
| Становништво | 789  | 775  | 748  | 713  | 713  | 708  | 707  | 694  | 694  | 693  | 683  | 674  | 669  | 638  | 630  | 617  | 625  | 610  | 623  | 623  | 658  | 634  | 624  | 591  | 586  | 569  |